# ۳۹۱ (پیش از میلاد)
۳۹۱ (پیش از میلاد) ۳۹۱مین سال قبل از تقویم میلادی است.